# Andreas Baum
Andreas Baum, né à Cassel le 5 juillet 1978, est un homme politique membre du Parti pirate allemand. Il était tête de liste de son parti pour les élections législatives locales de 2011 à Berlin et fut élu comme membre de l’Abgeordnetenhaus. Il se considère comme un homme politique aux idées issues du libéralisme,.